# Новоштокавские диалекты

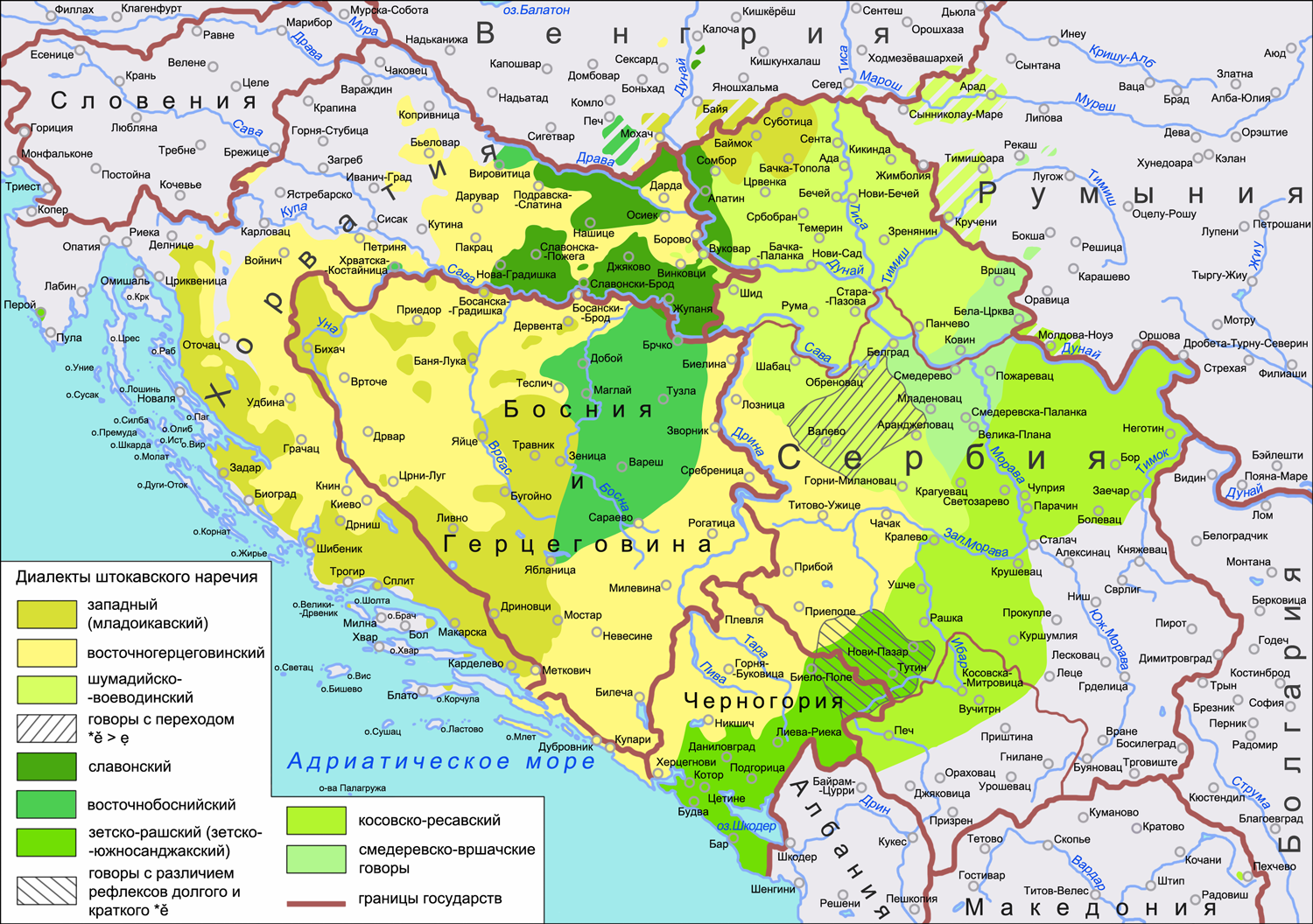
Новоштокавские диалекты на карте штокавского наречия

Новоштока́вские диале́кты (серб. новоштокавски дијалекти, novoštokavski dijalekti, хорв. novoštokavski dijalekti) — диалекты сербохорватского языка, объединяемые по наличию в их языковом комплексе нового типа акцентуации. Новоштокавские диалекты широко распространены на территории Сербии (в западных и северных районах), Хорватии (в восточных районах), Черногории (в западных и северных районах) и на территории Боснии и Герцеговины (на большей её части, исключая центральные и северо-восточные районы). Переселенческие новоштокавские говоры встречаются также в Венгрии и Румынии. Противопоставлены староштокавским диалектам, характеризующимся старым типом акцентуации.
Общей особенностью новоштокавских диалектов является перемещение нисходящего ударения с последнего или внутреннего слога на один слог к началу словоформы обычно с изменением на восходящее ударение (sestrȁ > sèstra «сестра» с новым кратким восходящим ударением; glāvȁ > gláva «голова» с новым долгим восходящим ударением).
Новоштокавская просодическая система лежит в основе сербохорватского литературного языка (базирующегося на восточногерцеговинском и шумадийско-воеводинском диалектах).
С типом акцентуации в новоштокавских диалектах совпадает такое явление, как обобщение флексий существительных множественного числа в формах дательного, творительного и предложного падежей: -ima, -ama.
Помимо классификации по типу акцентуации сербохорватские диалекты классифицируют по различию рефлексов праславянского *ě (экавские диалекты; екавские, или иекавские диалекты; икавские диалекты и говоры с незаменённым ě) и по различию сочетаний согласных на месте *stj и *zdj — šć и žʒ́ (шчакавские диалекты) и št и žd (штакавские диалекты).
Выделяют три новоштокавских диалекта:
1. Младоикавский (западный) диалект. Распространён среди хорватов Далмации, в юго-западных и центральных районах Боснии и Герцеговины, а также на западе Боснии в анклавах среди сплошного ареала восточногерцеговиноского диалекта (наиболее крупный анклав — район Бихача). Также младоикавские говоры распространены на границе Сербии (автономный край Воеводина) и Венгрии — в Бачке, ряд говоров Бачки является родным для субэтнической группы хорватов — буньевцев (буньевские говоры). На основе икавских говоров Далмации сформировался молизско-славянский язык в Италии (область Молизе). Младоикавские говоры характеризуются наличием гласного i на месте праславянского *ě.
2. Шумадийско-воеводинский диалект. Распространён главным образом среди сербов в северо-западной и северной Сербии (в Шумадии и Воеводине), а также в прилегающих к Воеводине приграничных районах Хорватии, Венгрии и Румынии. Рефлексом *ě в шумадийско-воеводинских говорах является преимущественно гласная e.
3. Восточногерцеговинский диалект. Распространён на востоке Хорватии — на части территории Далмации (включая Дубровник и его окрестности) и на части территории Славонии, в западных, северо-западных и восточных районах Боснии и Герцеговины, в западных и северных районах Черногории, а также в среднезападной Сербии (Златиборский (Ужицкий) регион). Относится к группе екавских (иекавских) диалектов. Говоры восточногерцеговинского диалекта являются родными для сербов, хорватов и отчасти для босняков.

Шумадийско-воеводинский и восточногерцеговинский диалекты относятся к штакавским, младоикавский (западный) характеризуется наличием как штакавизмов, так и шчакавизмов.
Шумадийско-воеводинский и восточногерцеговинский диалекты легли в основу кодификации сербохорватского литературного языка. На шумадийско-воеводинском диалекте основан восточный, или сербский, вариант литературной нормы с экавским типом произношения. Екавский тип произношения, характерный для восточногерцеговинского диалекта, был выбран нормой для западного варианта сербохорватского языка.